# Abdoul Sissoko
Abdoulwhaïd Sissoko (Troyes, Francia, 20 de marzo de 1990) es un futbolista maliense que juega de centrocampista en el Atlético Ottawa de Canadá.
Es hermano menor de Mohamed Sissoko y primo de Seydou Keita, también futbolistas.

## Trayectoria
Sissoko comenzó su carrera con el E. S. Troyes A. C. y tuvo su debut el 15 de agosto de 2008 contra el Stade Brest en la Ligue 2.
El 1 de julio de 2011 firmó por el Udinese un contrato de 5 años.
El 30 de enero de 2012 el Udinese anunció su préstamo por seis meses al Stade Brestois 29. A pesar del flojo comienzo, encajó bien en la segunda mitad de la temporada en el centro del campo y su potencia física le permite al club a mejorar su rendimiento defensivo.[cita requerida] El 3 de julio de 2012 fue otorgado en préstamo nuevamente al Stade Brestois para la temporada 2012-13.
Al año siguiente fichó por el Granada C. F. de España, que lo cedió inmediatamente al Hércules C. F. Tras una temporada de rodaje en el Hércules regresó a la disciplina del conjunto granadino.

## Clubes
| Club                      | País    | Año       |
| ------------------------- | ------- | --------- |
| E. S. Troyes A. C.        | Francia | 2008-2011 |
| Udinese Calcio            | Italia  | 2011-2015 |
| → Stade Brestois (cedido) | Francia | 2012-2013 |
| → Hércules C. F. (cedido) | España  | 2013-2014 |
| → Granada C. F. (cedido)  | España  | 2014-2015 |
| R. C. D. Mallorca         | España  | 2015-2016 |
| Akhisar Belediyespor      | Turquía | 2016-2019 |
| Kuwait S. C.              | Kuwait  | 2019-2021 |
| Atlético Ottawa           | Canadá  | 2022-     |

## Palmarés

### Campeonatos nacionales
| Título               | Club                 | País    | Año  |
| -------------------- | -------------------- | ------- | ---- |
| Copa de Turquía      | Akhisar Belediyespor | Turquía | 2018 |
| Supercopa de Turquía | Akhisar Belediyespor | Turquía | 2018 |